# 21743 Майклсегал
21743 Майклсегал (21743 Michaelsegal) — астероїд головного поясу, відкритий 9 вересня 1999 року.
Тіссеранів параметр щодо Юпітера — 3,413.